# Théodore Baudouin d'Aubigny
Jean-Marie-Théodore Baudouin o Baudouin de Aubigny, fue un dramaturgo francés nacido en París el 19 de agosto de 1786 y falleció en 1866.
Antiguo diputado suplente de los estados generales (1759-1835), Théodore Baudouin sintió la llamada del teatro a una edad muy temprana. Debutó en el mes de abril del año 1815, secundado por Louis-Charles Caigniez, con el melodrama La Pío ladrona, que merecería el título de comedia por su andadura regular y amena. Algún tiempo después representó en el Odéon, Los Pequeños Protecteurs que había hecho solo y que le aseguró una reputación duradera como dramaturgo.
Su obra El Hombre gris que escribió conjuntamente con Adolphe Poujol, obtuvo un gran éxito.

## Teatro
- 1815 : La Pío ladrona, o la Servidora de Palaiseau, mélodrame histórica en tres actos, con Louis-Charles Caigniez, música de Alexandre Piccinni, Teatro de la Puerta-San Martín (29 de abril)[4]
- 1815 : Washington, o la Huérfana de Pensilvania, mélodrame en tres actos, a espectáculo, música de Adrien Quaisain y Rénat hilos, Teatro del Ambiguo-Cómico (13 de julio)[5]
- 1816 : El Barbero de la ciudad, o un Pie en el abismo, mélodrame en tres actos y en prose, ballets de Frédéric-Auguste Blache, música de Alexandre Piccinni, Teatro de la Puerta-San Martín (22 de agosto)
- 1816 : Los Pequeños protecteurs, o la Escalera ocultada, comedia en un acto y en prose, Teatro del Odéon (17 de septiembre)
- 1817 : El Hombre gris, comedia en tres acres y en prose, con Adolphe Poujol, Teatro del Odéon (23 de septiembre)
- 1821 : El Presente del Príncipe, o la Otra hija de honor, comedia en tres actos y en prose, con Hyacinthe Decomberousse, teatro-Francés (15 de mayo)
- 1821 : Los Paratonnerres, o los Bulles de jabón, comedia en un acto y en prose, con Boirie, Teatro de la Puerta-San Martín (21 de noviembre)
- 1821 : Cada uno su número, o el Pequeño hombre gris, comedia-vaudeville en un acto, con Carmouche y Boirie, Teatro de la Puerta-San Martín (6 de diciembre)
- 1822 : El Correo de Nápoles, mélodrame histórico en tres actos, con Boirie y Poujol, música de Alexandre Piccinni y Marty, teatro del Panorama-Dramático (12 de marzo)
- 1822 : Ali-Pacha, mélodrame en tres actos y a gran espectáculo, con Hyacinthe Decomberousse, Michel Pichat y el barón Taylor, Teatro del Panorama-Dramático (9 de julio)
- 1822 : El Lépreux del valle de Aoste, mélodrame en tres actos, con Hyacinthe Decomberousse y Jean-Todos los Santos Merle, Teatro de la Puerta-San Martín (13 de agosto)
- 1823 : Ambos sargentos, mélodrame en tres actos, con Auguste Maillard, Teatro de la Puerta-San Martín (20 de febrero)
- 1825 : El Broker, o un Final de mes, drama en tres actos imitados de Beaumarchais, con Jean-Todos los Santos Merle y Maurice Alhoy, Teatro de la Puerta-San Martín (22 de febrero)
- 1835 : Zazezizozu, féerie-vaudeville en cinco actos, con Adolphe Poujol y Anatole, Circo-Olímpico (5 de diciembre)
- 1838 : Los Adioses al poder, comedia en un acto, con Bonaventure Violet de Epagny, Teatro-Francés (6 de agosto)